# Rathaus Venlo

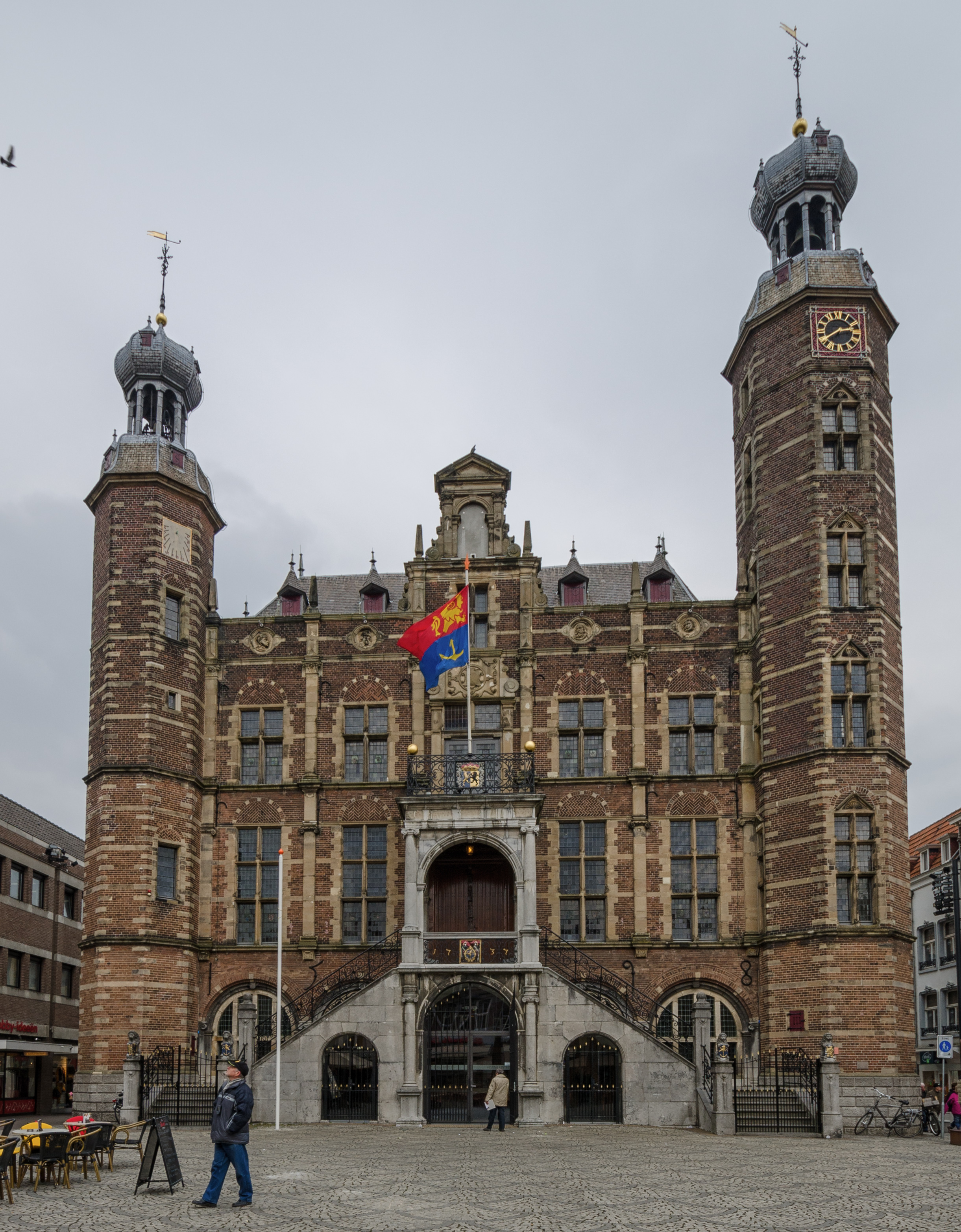
Rathaus Venlo

Das Rathaus Venlo ist ein freistehender Renaissancebau auf dem Markt im Zentrum der niederländischen Stadt Venlo in der Provinz Limburg.

## Baugeschichte bis zum 20. Jahrhundert

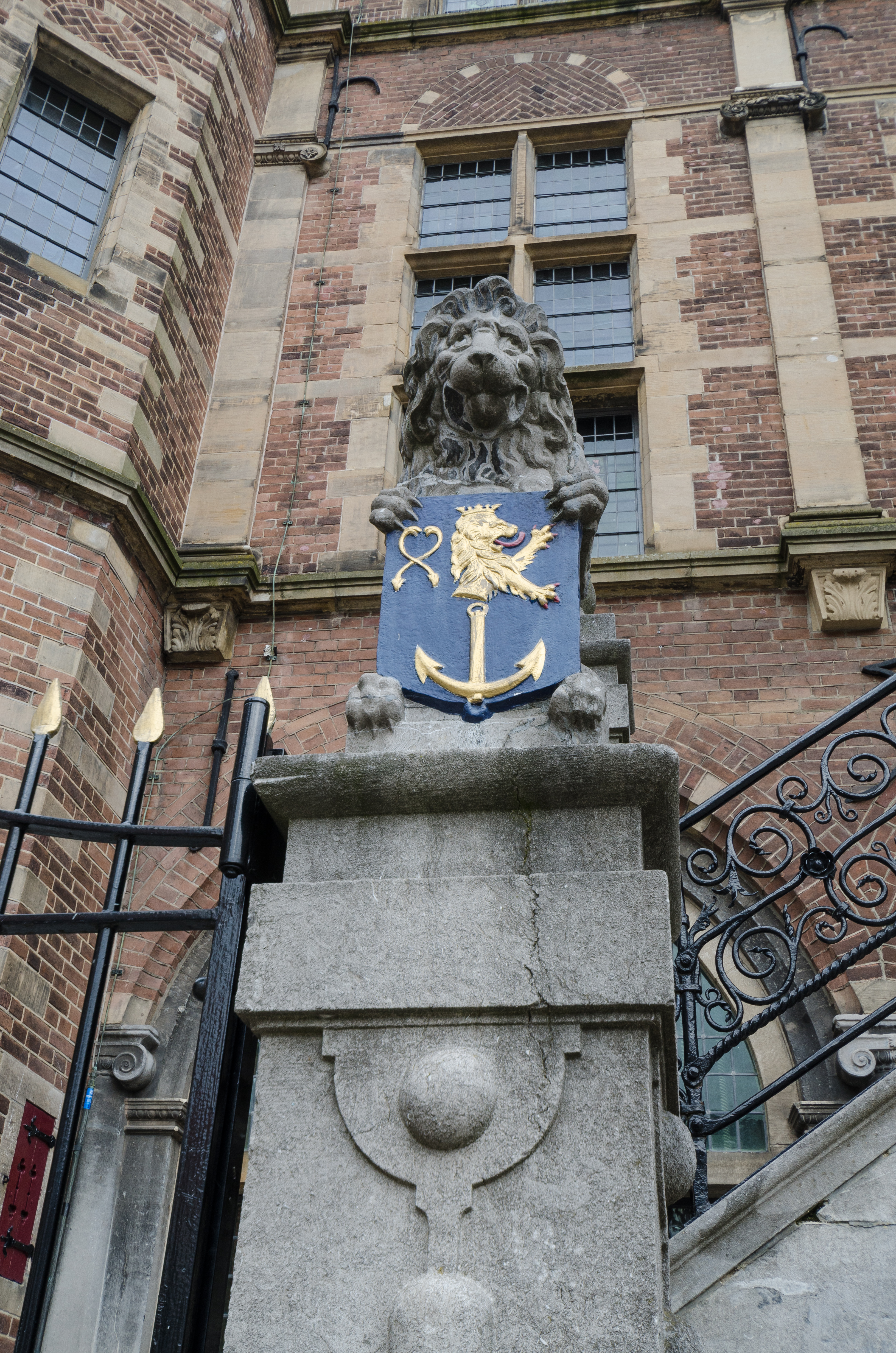
Löwenskulptur an der Seite des Rathauses

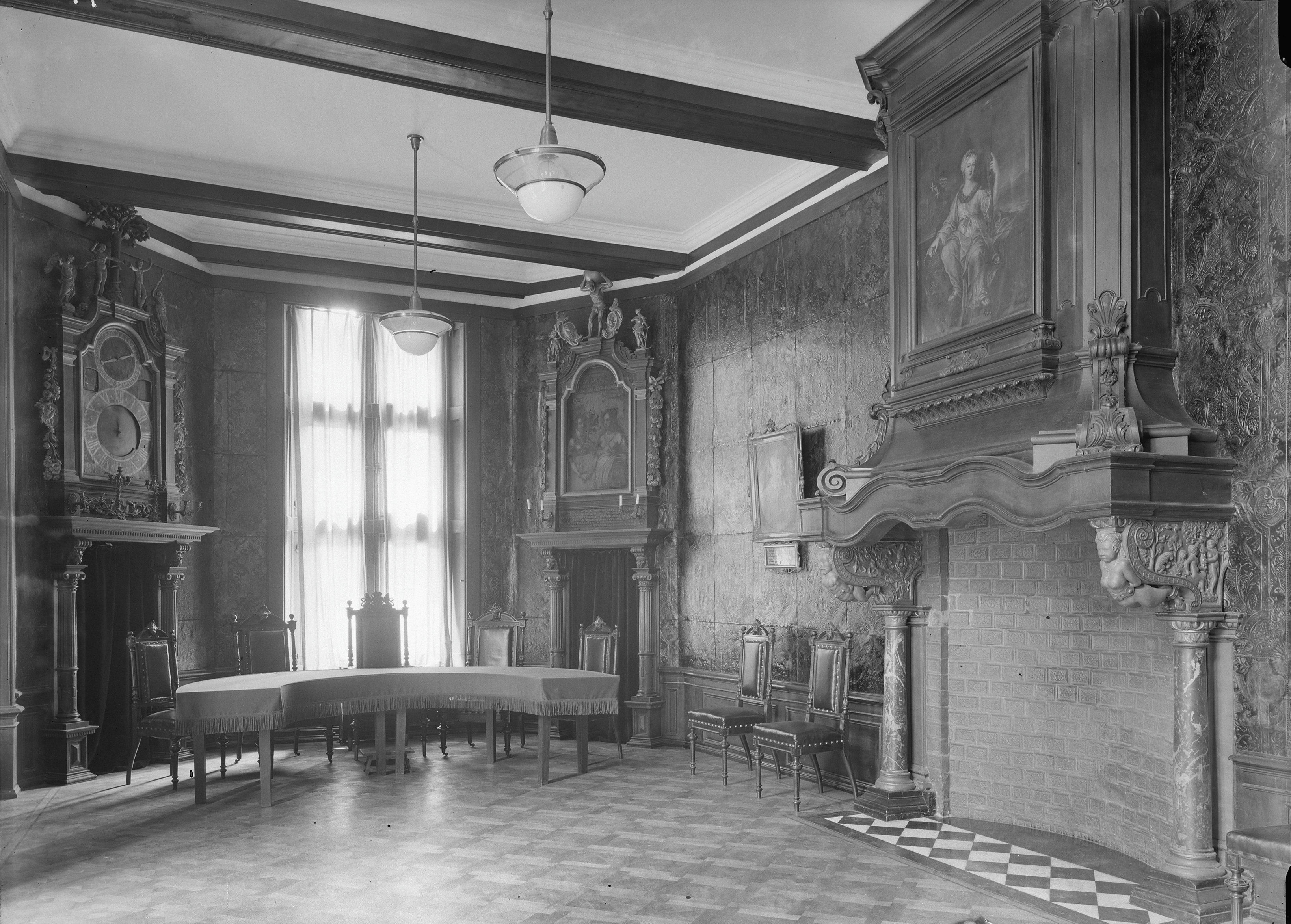
Alter Ratssaal

Das Venloer Rathaus wurde mit Ausnahme einiger Überreste aus der Mitte des 16. Jahrhunderts in den Jahren 1597 bis 1601 nach Plänen des Emmericher Architekten Willem van Bommel erbaut. Die Fassade wird von achteckigen Türmen ungleicher Höhe mit offenen Kuppeldächern flankiert. 1609 wurden neue Treppen und Treppenabsätze hinzugefügt. 1880 begann eine Renovierung der Front und der Seiten im Stil der Neorenaissance. Dabei wurden im hinteren Gebäudeteil Arkeltürme errichtet.
Eine Restaurierung in den Jahren 1956 und 1957 war mit großen Änderungen im Innenraum verbunden. Von der ursprünglichen Ausstattung blieben ein Baldachin, eine Uhr in der Ratskammer und Glocken von 1494 und 1513 erhalten.

## Modernisierungsmaßnahmen zu Beginn des 21. Jahrhunderts

### Planung
Im Jahre 2003 beauftragte die Gemeinde Venlo das Architekturbüro Clevis & Kleinjans mit einer Forschungs- und Machbarkeitsstudie über die Möglichkeiten, das Rathaus Venlo der Öffentlichkeit über Treppen und einen Aufzug zugänglich zu machen. Ziel dieser Studie war es, die derzeitigen Funktionen multifunktional zu verbessern, das Gebäude klimatologisch zu kontrollieren und die feuertechnische Situation zu optimieren, wobei die vorhandenen historischen Bauelemente in ihrem Wert erhalten bleiben sollten. Der Bauplan wurde in enger Absprache mit dem Gemeindekomitee für Raumqualität und Denkmäler ausgearbeitet.

### Umgestaltung
Um das Gebäude vollständig zugänglich zu machen, wurde der Haupteingang vom ersten Stock auf die quadratische Ebene verlegt. Die Schaffung eines offenen und hellen Eingangsbereichs gab der bestehenden Struktur eine optimale Transparenz. Für Symposien, Vorträge, Hochzeiten und verschiedene Treffen wurde das Erdgeschoss multifunktional gestaltet. Der Bürgersaal, der neue Hochzeitsraum, der Bürgermeisterraum und der Schwarzweißraum befinden sich im ersten Stock. Im zweiten Stock ist die komplett renovierte Gemeindekammer untergebracht. Eine intelligente Anordnung der festen Möbel ermöglicht es, diese Ratskammer auch für Ausschusssitzungen, Symposien und Hochzeiten einzurichten.

### Design
Alle neu hinzugefügten Elemente wurden so gestaltet, dass die vorhandenen historischen Bauelemente vollständig erhalten blieben. Die neue Treppe und die neuen Möbel in der Ratskammer erhielten ausnahmslos eine Verkleidung aus Walnussholz. Aus schlanken Stahlprofilen wurden die neuen Innenfassaden und die Aufzugskonstruktion gefertigt. Einen limettenfarbigen Anstrich bekamen das Buffet und die Vorratskammern.

## Nationaldenkmal
Die Rathaus Venlo ist ein nationales Denkmal der Niederlande (Rijksmonument) mit der Identifikationsnummer 37165.